# Mariano Arana

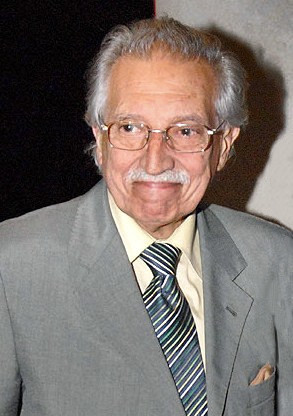
Mariano Arana

Mariano Arana (* 6. März 1933 in Montevideo; † 4. Juni 2023) war ein uruguayischer Architekt und Politiker.
Der Nachfahre spanischer Einwanderer nahm als Gründer und Vorsitzender der Vertiente Artiguista für die Frente Amplio von 1989 bis 1994 ein Mandat als Senator wahr. Danach war er vom 5. Mai 1994 bis zum 1. März 2005 als Intendente von Montevideo tätig. Im unmittelbaren Anschluss daran übernahm er ab 1. März 2005 die Leitung des Ministeriums für Wohnungswesen, Raumordnung und Umwelt von Saúl Irureta, bis er am 3. März 2008 von Carlos Colacce in dieser Funktion abgelöst wurde. Ab dem 3. März 2008 war er bis 2015 erneut Senator in der Cámara de Senadores.
2015 wurde er als Edil in die Junta Departamental von Montevideo gewählt.